# Rovinj
Rovinj (en italià: Rovigno, en istriot: Ruvèigno o Ruveîgno) és una ciutat al sud-oest d'Ístria (Croàcia). Està situada en una costa accidentada i liderada per les roques i illots al sud del Canal de Lim, entre Poreč i Pula. En línia recta és a aproximadament 105 km de Venècia, 65 km de Trieste, 125 de Marina di Ravenna i 155 des del port d'Ancona. El centre té orígens preromans. Va ser durant segles una de les més importants ciutats d'Ístria, part de la Sereníssima República de Venècia. Després de la caiguda d'aquesta última i del període napoleònic, va passar a mans de l'Imperi Austrohongarès, que la va mantenir fins al final de la Primera Guerra Mundial. Pertanyia a Itàlia fins al Tractat de París (1947), quan va ser cedida a la República Federal Socialista de Iugoslàvia. La ciutat de Rovinj està dividida en 2 assentaments (Naselje): Rovinj (Rovinj) i Rovinjsko (Rovinjsko Selo)